# 安洗贤
安洗贤（韩语： An Sehyeon，1995年10月14日—）来自蔚山广域市，是一名韩国女子游泳运动员，主项是蝶泳。安洗贤小学一年级时开始接触游泳，小学五年级时，安洗贤因为发育问题成绩有所下降，她也一度有放弃游泳的想法，在中学时，经过一些训练的她技术有所提升。2015年开始，她师从澳大利亚教练Michael Bohl。2017年7月，她在匈牙利布达佩斯举办的世界游泳锦标赛上分别获得女子100米蝶泳第5名和女子200米蝶泳第4名，两个项目均打破国家纪录，其中后者刷新韩国女子选手在游泳世锦赛游泳项目的最好名次。同年9月，她成为2019年世界游泳锦标赛荣誉大使。12月，她获得了MBN颁发的最佳女子运动员奖。